# تی‌ایکس زرافه

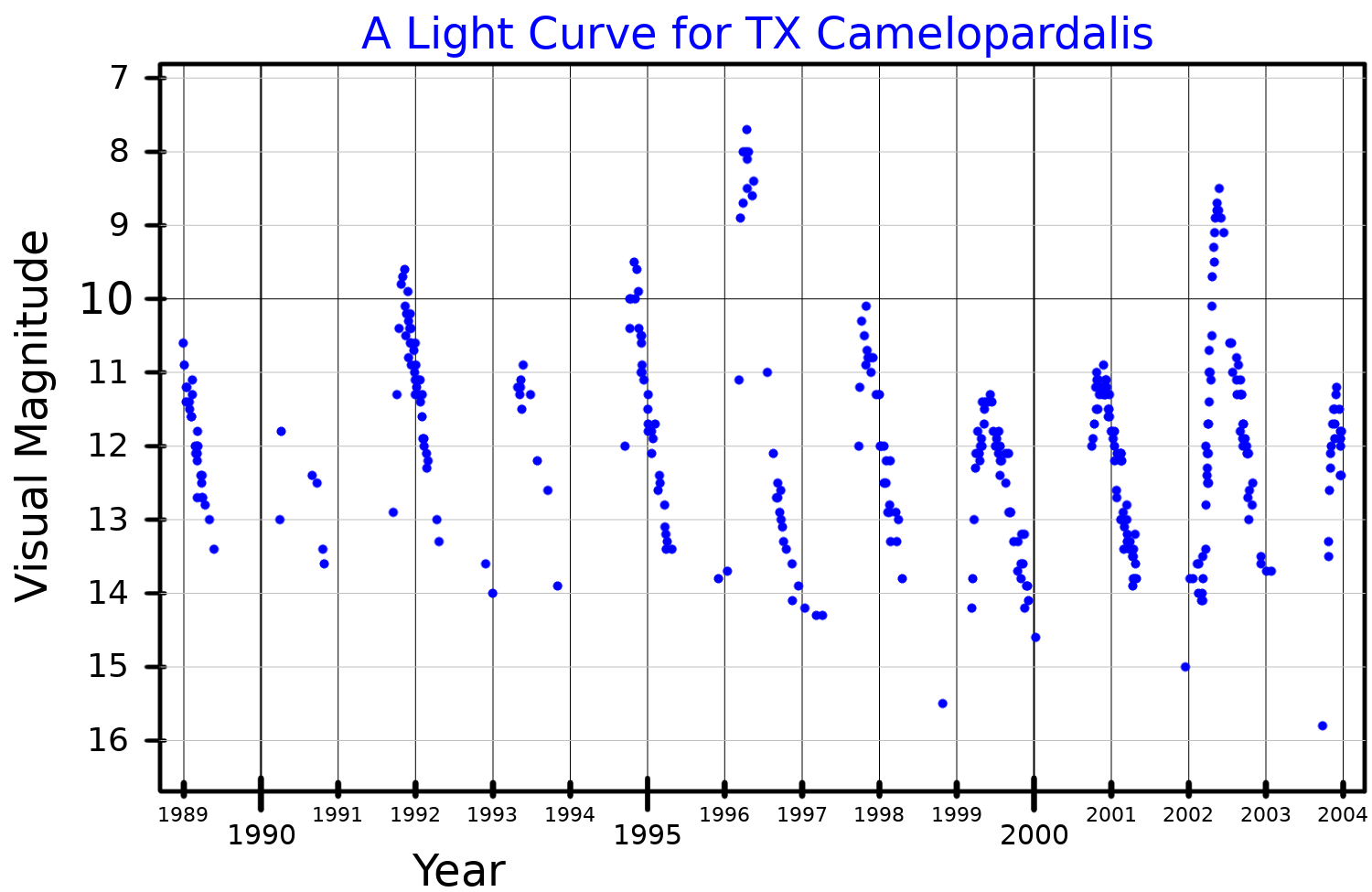
منحنی نور باند بصری برای ستارهٔ «تی‌ایکس زرافه» به‌دست‌آمده از داده‌های AAVSO - اکتبر ۲۰۲۱

تی‌ایکس زرافه یک ستاره است که در صورت فلکی زرافه قرار دارد.